# 廷達柔斯
在希臘神話中，廷達柔斯（英語：Tyndareus）是一位斯巴達國王。他是奧伊巴羅斯（另一說是Perieres）之子，母親是英雄珀耳修斯的女兒戈爾戈豐。

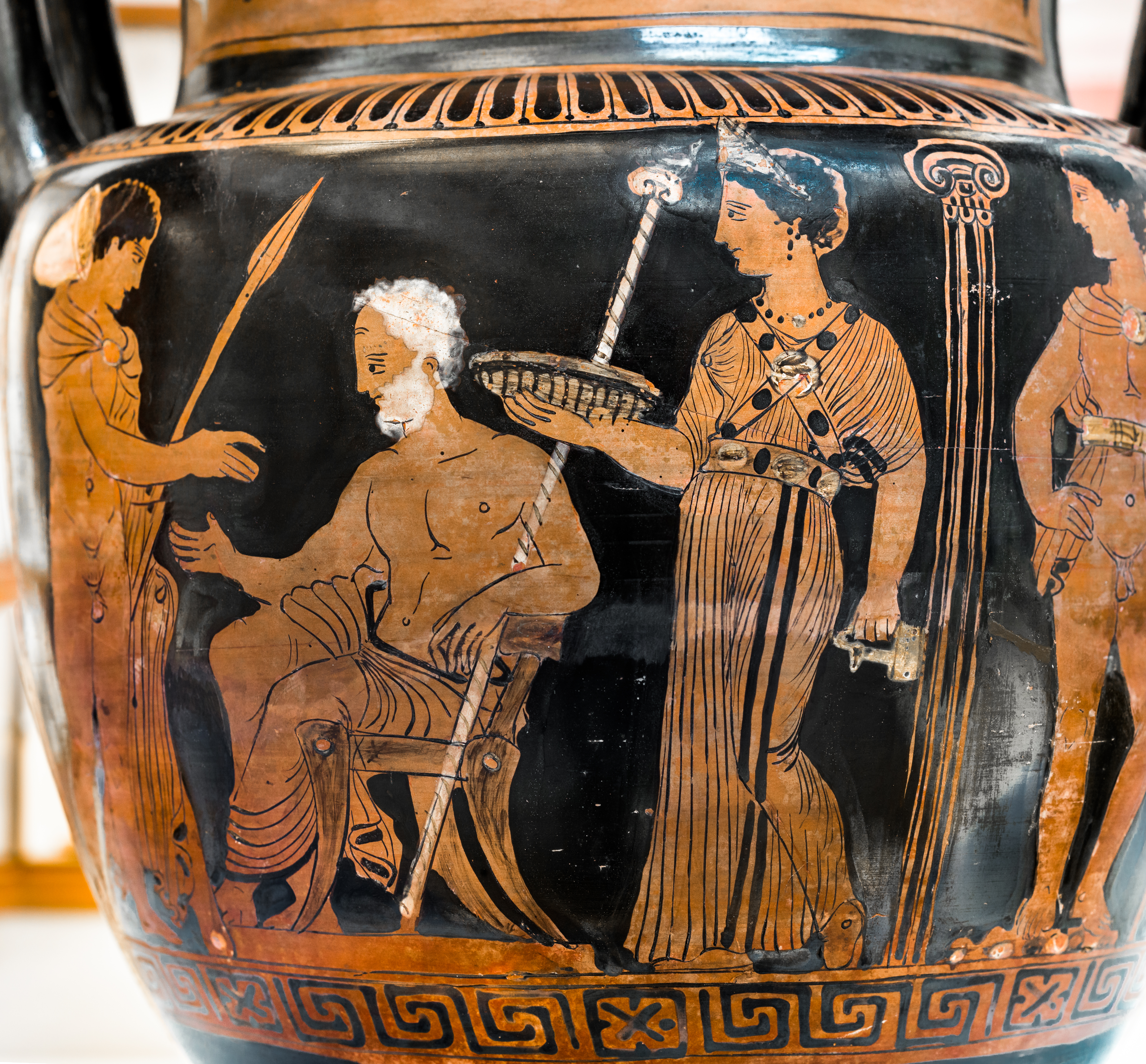
廷達柔斯

根據偽阿波羅多洛斯所著《Bibliotheca》，廷達柔斯被兄弟希波科翁廢黜，但在赫拉克勒斯的幫助下廷達柔斯成功奪回王位。廷達柔斯的妻子勒達受到化身成天鵝的宙斯引誘，下了兩顆蛋，一顆孵化出宙斯的孩子－波路克斯與海倫，另一顆孵化出廷達柔斯的孩子－卡斯托與克呂泰涅斯特拉。